# Bonavista (skonare)
Bonavista är en tvåmastad skonare, som byggdes 1914 för Newfoundlandsfart med Marstal som hemmahamn. Hon ägs idag av Nationalmuseet.
Bonavista byggdes på Ludvig Johansens skibsværft i Marstal till redaren och skepparen J.E. Christensen. Hon seglade bland annat med torrfisk från små platser på Newfoundlands kust till Spanien, med returlast av salt. Hon seglade sin sista tur på denna trad 1925. År 1926 installerades en 53 hästkrafters motor och fartyget seglade därefter med reducerad rigg i allmän fraktfart i Nordsjön och Östersjön till 1971, då hon riggades om igen och seglade med charterpassagerare. 
År 1950 blev Bonavista nedriggad till jakt och 1959 såldes hon till S. Pedersen i Ålborg och omdöptes till Thomas. Fartyget såldes 1971 vidare till ett danskt partrederi med Per K. Thuesen från Holte som ledande partner och fick Rungsted som hemmahamn. Thuesen återinstallerade skonarriggen och använde fartyget, nu döpt till Syveren, för fiske- og charterturer. År 1975 fick fartyget tillbaka sitt ursprungliga namn och seglade till 2000 i turisttrafik i danska farvatten och med elever från Gladsaxes skolor.
År 2000 köptes Bonavista av danska staten genom Nationalmuseet. Hon sattes 2008 på land på Eriksens Plads i Marstal och restaurerades där av Ebbes Bådebyggeri. Efter sjösättning 2012 låg Bonavisa i Marstals hamn utan vidare arbetsinsatser under flera år på grund av penningbrist. År 2017 donerade A.P. Møllers familjefond omkring 13 miljoner danska kronor för att göra fartyget seglingsklart. I oktober 2019 genomfördes den första seglatsen efter restaureringen från Svendborg til Marstal och därefter övertog Marstal Søfartsmuseum driften.

## Bildgalleri

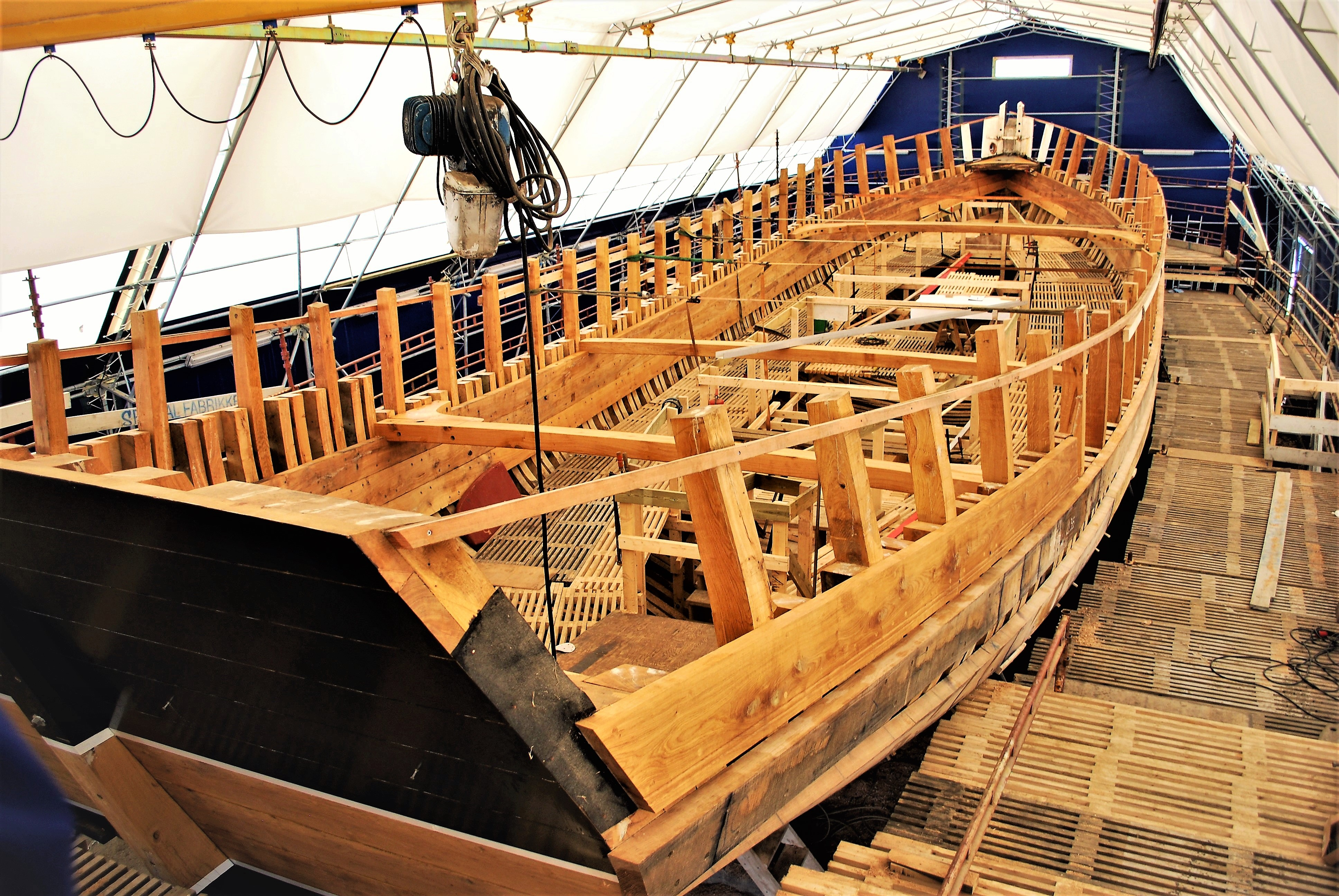
Bonavista i sitt restaureringstält på Eriksens Plads i Marstal
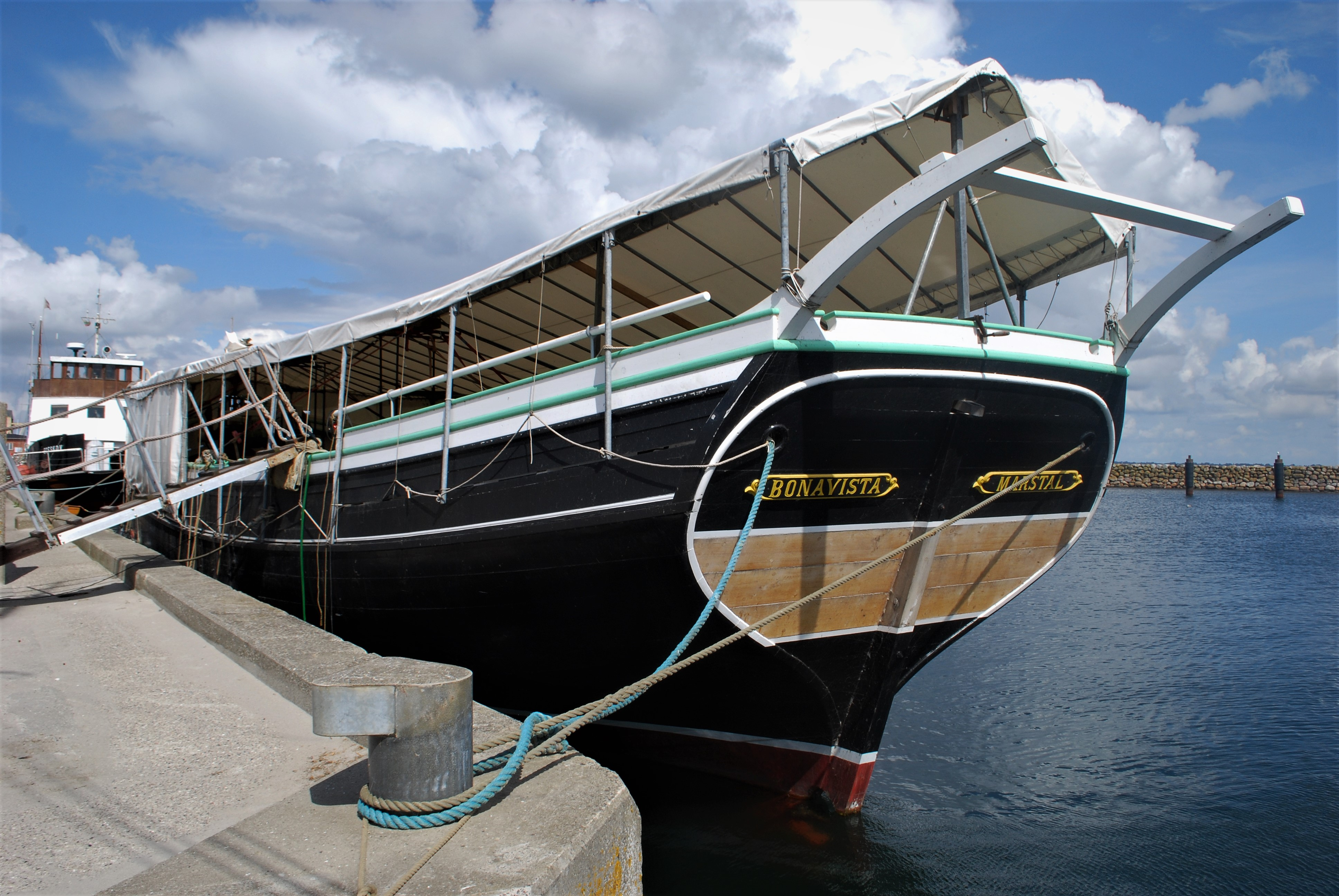
Bonavista i Marstals hamn, 2014
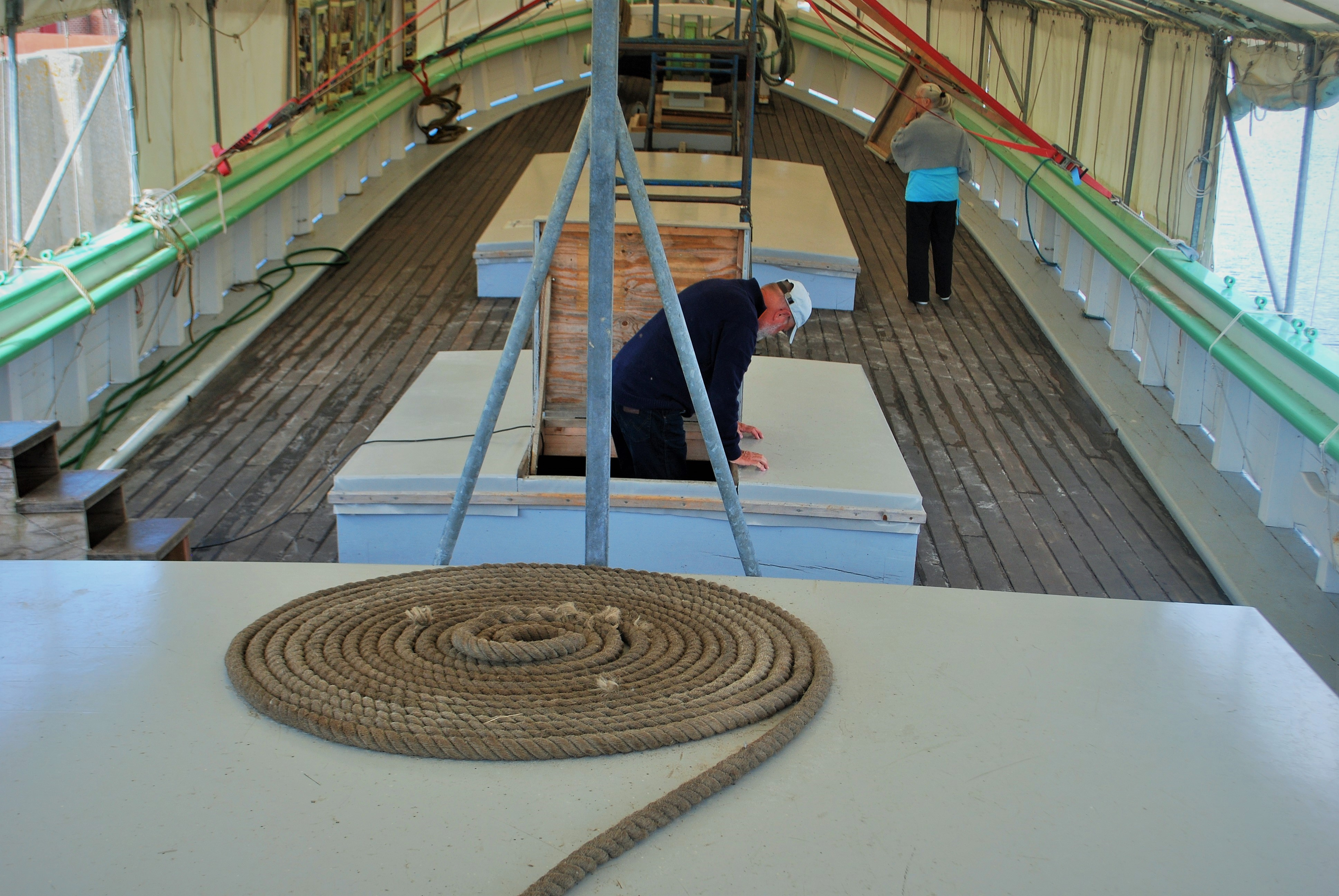
Bonavista i Marstals hamn, 2014